# Promo

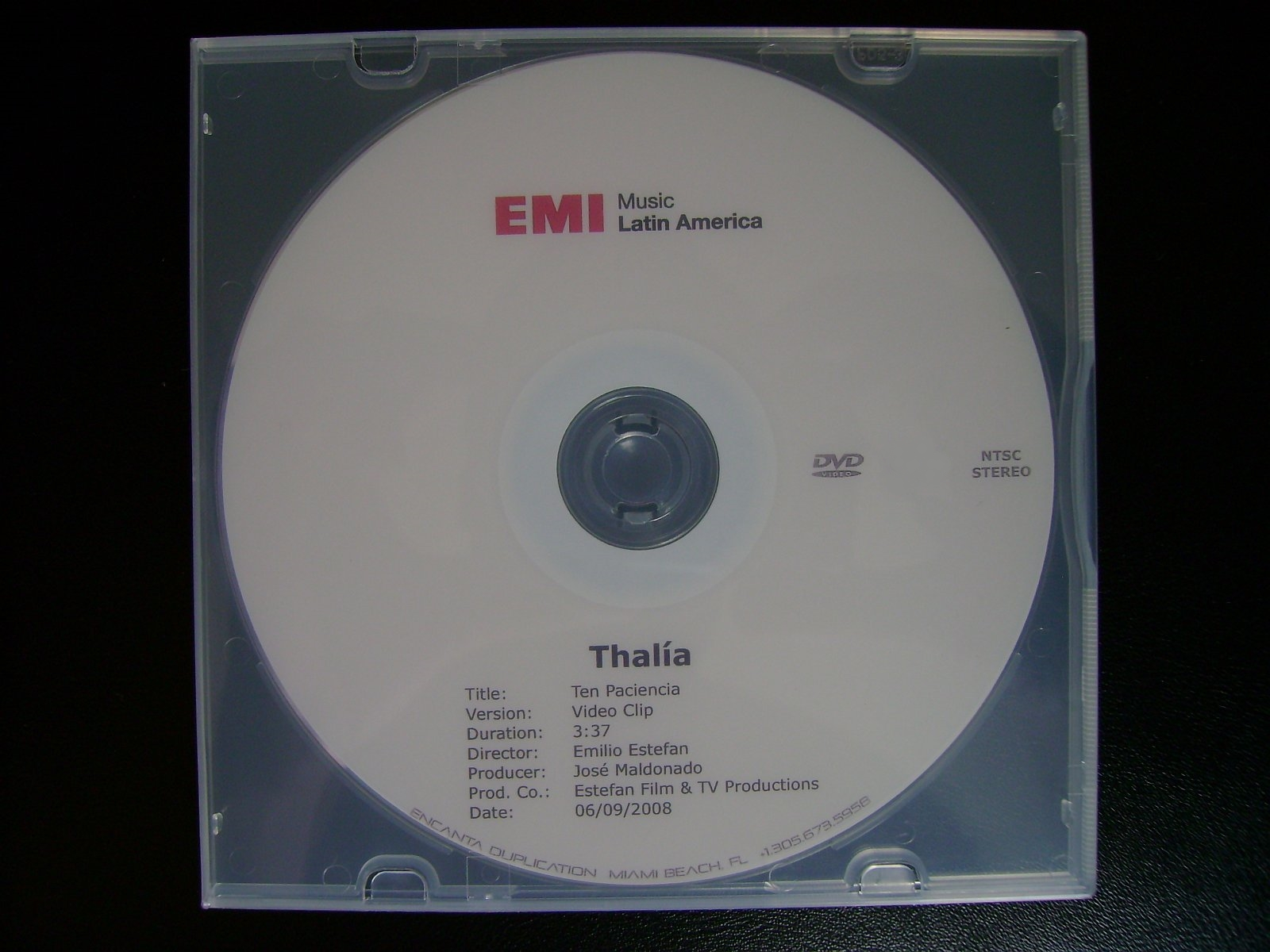
Płyta DVD zawierająca wydanie promocyjne teledysku do „Ten paciencia” meksykańskiej piosenkarki Thalíi

Promo lub wydanie promocyjne (ang. promotional recording) – wydawnictwo muzyczne lub filmowe o charakterze promocyjnym, między innymi singel lub album promocyjny. Nagrania tego typu są często rozpowszechniane w specjalnych opakowaniach w celu obniżenia kosztów lub zredukowaną właściwą oprawą graficzną wydawnictwa.

## Singel
Singel promocyjny to singel w formie CD, DVD, VHS, kasety magnetofonowej bądź płyty gramofonowej, dystrybuowany darmowo w celu promowania wydania komercyjnego. Tak wydane single są zwykle rozsyłane do stacji radiowych oraz telewizyjnych. W Wielkiej Brytanii wysyła się je także do dziennikarzy zajmujących się tematyką muzyczną oraz krytyków muzycznych.

## Album
Album promocyjny to album muzyczny dystrybuowany najczęściej nieodpłatnie w celu promowania wydawnictw komercyjnych. Albumy tego typu dostarcza się głównie stacjom radiowym i telewizyjnym, dziennikarzom muzycznym oraz recenzentom, by ci mogli opublikować swoje recenzje jeszcze przed premierą promowanego albumu. Zwykle są one rozprowadzane bez atrakcyjnych graficznie okładek, które pojawiają się dopiero wraz z wydaniem komercyjnym. Zazwyczaj są opatrywane napisem: "Dozwolone użycie tylko w celach promocyjnych. Sprzedaż zabroniona.". Albumy promocyjne mają znacznie mniejszy nakład aniżeli wydawnictwa komercyjne, co czyni je cennymi dla kolekcjonerów.
Powoli tradycyjne albumy promocyjne rozprowadzane na nośnikach takich jak płyty CD są wypierane przez nagrania dystrybuowane drogą internetową w formie plików w popularnych formatach muzycznych (np. MP3). Ten sposób rozprowadzania nagrań promocyjnych jest szybszy i tańszy w porównaniu do tradycyjnego.